# Castle Cornet
Castle Cornet è un grande castello dell'isola di Guernsey  e un'ex isola di marea, conosciuta anche come Cornet Rock o Castle Rock. La sua importanza era enorme per la difesa, non solo dell'isola, ma di tutta la rada. Nel 1859 divenne parte di uno dei frangiflutti del porto principale di Guernsey, il Saint Peter Port.

## Geografia
L'isola ha circa 2 ettari di superficie, con una lunghezza di 175 metri e una larghezza di 130. Si trova a solo 600 metri ad est della costa di Guernsey.

## Storia
Precedentemente un'isola di marea, come Lihou sulla costa occidentale di Guernsey, fu fortificata per la prima volta come castello tra il 1206 e il 1256, in seguito alla divisione del Ducato di Normandia nel 1204.  La guardiania di Geoffrey de Lucy (1225-1226) è stata identificata come un'epoca di fortificazione nelle Isole del Canale: dall'Inghilterra vennero inviati legname e piombo per la costruzione di castelli a Guernsey e a Jersey. La struttura era allora costituita da un mastio, una cappella, due cortili e cortine murarie. Nel 1338, quando una forza francese conquistò l'isola, assediò il castello Cornet, catturandolo l'8 settembre; i francesi poi massacrarono la guarnigione di undici uomini d'arme e 50 arcieri. L'isola fu riconquistata nel 1340 e il castello nell'agosto del 1345, dopo un attacco di tre giorni, da parte di soldati professionisti e della milizia locale. I francesi avevano trascorso la loro occupazione di sette anni a migliorare le difese, incluso probabilmente il barbacane. Nel 1358 i francesi tornarono e catturarono di nuovo il castello, ma l'anno successivo furono cacciati e un traditore dell'isola fu giustiziato.
Nel 1372 Owain Lawgoch, pretendente al trono gallese, alla guida di una compagnia di mercenari per conto della Francia, attaccò Guernsey in un assalto popolarmente chiamato "La Descente des Aragousais". Owain Lawgoch si ritirò dopo aver ucciso 400 uomini della milizia dell'isola, ma senza catturare il castello assediato, che trovò forte e ben fornito di artiglieria. In un altro assalto i francesi catturarono nuovamente il castello nel 1380, prima che le forze dell'isola li cacciassero di nuovo poco tempo dopo. All'inizio del XV secolo furono apportate migliorie e fu costruita la torre Carey intorno al 1435. Un assalto francese, nel 1461, venne respinto.
I costi di costruzione per lavori, riparazioni, manutenzione e per il mantenimento della guarnigione furono coperti dai ricavi raccolti nell'isola dal Warden (a volte chiamato "Custode del castello") su mandato reale.
L'avvento dei cannoni e della polvere da sparo portò alla ristrutturazione del castello (1545 e 1548). Nel 1547 i francesi, catturata Sark, scesero su Guernsey e furono raggiunti da colpi di arma da fuoco, al largo di St Peter Port, sparati dai cannoni del castello. In seguito vennero eseguiti ulteriori lavori di costruzione. In The Building of Castle Cornet, il prof. John Le Patourel menziona che nel 1566 furono portati a "Creavissham" (Crevichon) ferro e martelli e dall'isola vennero estratti materiali per il castello. La sabbia venne portata da Herm. Nel 1594 fu completata la "Batteria Reale", così come la casa dei Sutlers, e furono costruiti bastioni di forma poligonale migliorata.
Sir Walter St John annegò mentre soggiornava al castello nell'agosto del 1597.
Nel 1627 il re Carlo I ridusse lo stanziamento della corona per la gestione del castello di Cornet concedendo diritti aggiuntivi a Guernsey, e in cambio l'isola divenne responsabile della fornitura di viveri al castello, incluse quantità annuali di 100 tun (95.000 litri) di birra, 600 fettine di pancetta, 545 kg. di burro, 20 whey (circa 2.100 kg.) di formaggio, 3.000 stoccafissi, 135 kg. di sego, dodici tori, legna e carbone.

### Guerra civile
Durante la prima, la seconda e la terza guerra civile inglese (1642–1651), il castello ebbe quattro comandanti, e sostenne la causa realista mentre l'isola di Guernsey si schierò dalla parte parlamentare e Sir Peter Osborne chiuse il castello il 14 marzo 1642. Durante l'assedio, il cannone del castello sparò sulla città di St Peter Port, riducendo molti edifici in rovine e costringendo la corte reale a trasferirsi all'Elizabeth College. Si stima che in questo periodo possano essere state sparate 10.000 palle di cannone contro la città.
I comandanti dell'isola (commissari) furono catturati su una nave e portati al castello. Imprigionati nella torre di Carey realizzarono una corda di lino e fuggirono dalla torre tornando sull'isola con la bassa marea.
Nel 1651 le forze parlamentari presero l'isola di Jersey, che era realista. Il guardiamarina Nicholas Robert, di Saint Martin, Guernsey, era dalla parte delle forze parlamentari. Mentre era lì recuperò, dalla Court House di Jersey, la Corona d'Inghilterra che era appartenuta a Carlo I  e la riportò a Guernsey, consegnandola al governatore di Castle Cornet.
Per nove anni il castello resistette, sostenuto dall'isola realista di Jersey. Due anni dopo l'esecuzione di Carlo I, sotto il comando del colonnello Roger Burges, il Castello si arrese il 17 dicembre 1651. Alla guarnigione di 55 uomini fu permesso di uscire con le armi e di lasciare l'isola.  La corona reale fu restituita a Londra. Castle Cornet fu la penultima guarnigione realista nelle isole britanniche ad arrendersi.

### Sviluppi successivi
Il castello fu una prigione per il leader parlamentare della guerra civile, il colonnello John Lambert dal 1662 al 1670.
Fu anche residenza ufficiale del governatore di Guernsey fino al 30 dicembre 1672, quando il mastio fu completamente distrutto. Un fulmine colpì la polveriera del castello, distruggendo il mastio e alcuni alloggi. Il governatore all'epoca era Lord Hatton. L'esplosione uccise sua madre, sua moglie e un certo numero di membri del personale. Successivamente il governatore visse sull'isola piuttosto che nel castello. La torre non venne ricostruita.
Il Castello fu potenziato durante il periodo delle guerre napoleoniche, con ulteriori caserme. Il suo uso come unica prigione dell'isola cessò con la costruzione di una prigione a St James Street nel 1811. Il castello venne poi integrato nella diga foranea dell'isola dopo la guerra.
Nel 1887 lungo la diga foranea fu costruito uno stagno per yacht giocattolo per il Giubileo d'oro della regina Vittoria.
Il castello fu adibito a prigione sin dai tempi più remoti fino alla fine della seconda guerra mondiale. Durante la seconda guerra mondiale, una piccola guarnigione di truppe tedesche occupò il castello, che chiamò Hafenschloss ("Castello del porto"). Gli occupanti apportarono modifiche concrete al castello per adattarlo alla guerra moderna. Dopo la guerra, nel 1947, la Corona donò il castello al popolo di Guernsey, come segno della lealtà dimostrata durante le due guerre mondiali.

## Descrizione
Costruito in un periodo di 800 anni, su un piccolo isolotto, la sua costruzione è poco ordinata.
Ci sono sei porte per raggiungere la cittadella in cima.
La porta principale è nascosta dai cannoni. Lo stemma sopra la porta è quello della regina Elisabetta I. La cortina originale fu costruita intorno al 1570 ma da allora è stata rifatta per rafforzarla.
All'interno, nel XVIII secolo, fu costruita una caserma sulla destra e nel secolo seguente un vano di guardia. La seconda facciata continua risale al periodo della guerra civile inglese. In cima alla strada c'è un'altra porta, posta in curva per rendere più difficile l'assalto.
Il barbacane è la parte più esterna del castello medievale risalente alla metà del XIII secolo. Gli archi interni consentivano ai difensori in alto di attaccare gli assalitori con sassi e liquidi, ad esempio con calce e piombo liquido. Alcune delle mura sono realizzate con materiali poveri, piccole pietre e potrebbero essere state costruite dai francesi quando furono assediati intorno al 1345. Un passaggio e un'altra brusca svolta servivano a fermare l'uso di un ariete. Un ponte levatoio è l'originario ingresso del Castello del XIII secolo. Un passaggio, a volta sormontato da una torre, è l'originario corpo di guardia in seguito utilizzato come carcere comunale. Il passaggio divenne la "passeggiata dei prigionieri".
La Cittadella aveva ancora un'altra porta all'ingresso e vi erano notevoli opere risalenti al periodo dell'occupazione tedesca 1940-1945. La sommità reggeva una torre quadrata dalla quale, nel 1643, fuggirono tre parlamentari. Molte delle mura difensive in questa zona furono costruite nel XVI secolo.
In cima esisteva la torre rotonda che fu distrutta nell'esplosione del 1672 che uccise sette persone tra cui la moglie del governatore, Lady Hatton e alcuni bambini. Si riesce a vedere la Tour Carré medievale insieme alla Torre dei cannonieri e al suo cortile medievale. Le abitazioni dei soldati coniugati furono costruite intorno al 1750. La Sutler's House è l'edificio domestico più antico, scampato all'esplosione del 1672. L'ospedale nell'Inner Bailey fu costruito nel 1746. L'angolo nord-est del Castello ospita la Batteria Reale, costruita intorno al 1575. È dalla batteria della cortina che viene sparato il cannone a mezzogiorno.

## Oggi
Il Castello con i suoi 800 anni di storia è esso stesso un museo e al suo interno incorpora i seguenti quattro musei:
- Storia di Castle Cornet
- Museo marittimo
- Museo della RAF dello Squadrone 201
- Museo della milizia reale di Guernsey - inclusi manufatti della fanteria leggera reale di Guernsey.

Ogni giorno (tranne alcuni mesi in inverno) a mezzogiorno viene sparato un colpo di cannone.
C'è un ristorante, quattro giardini d'epoca, sono disponibili visite guidate e il castello ospita spettacoli teatrali all'aperto durante i mesi estivi.

## Protezione
L'intero Castel Cornet e l'isolotto su cui sorge è stato classificato Monumento protetto il 26 marzo 1938, riferimento PM74.

## Galleria d'immagini

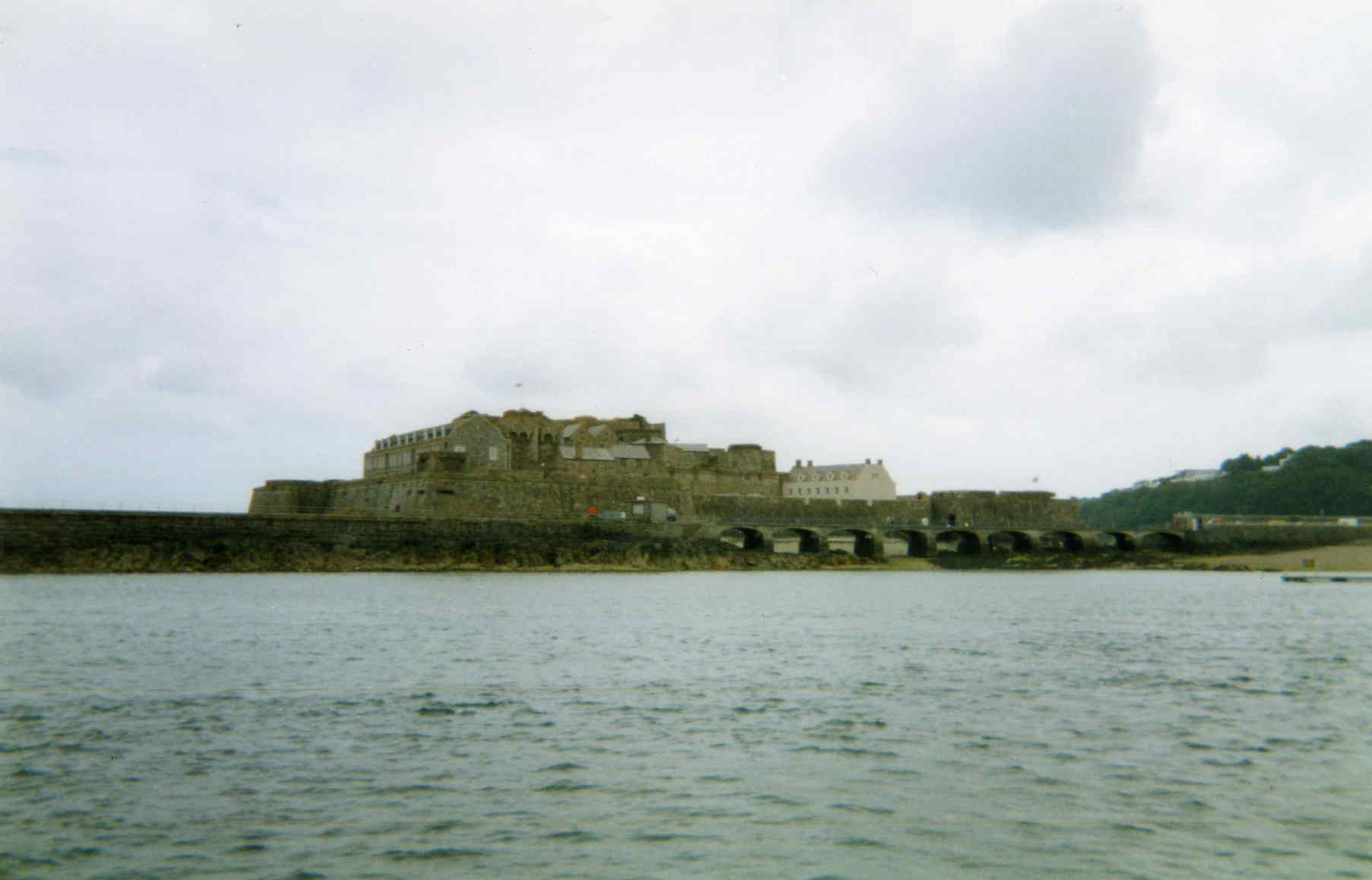
Il castello Cornet custodisce gli accessi al porto di San Pietro sin dal XIII secolo
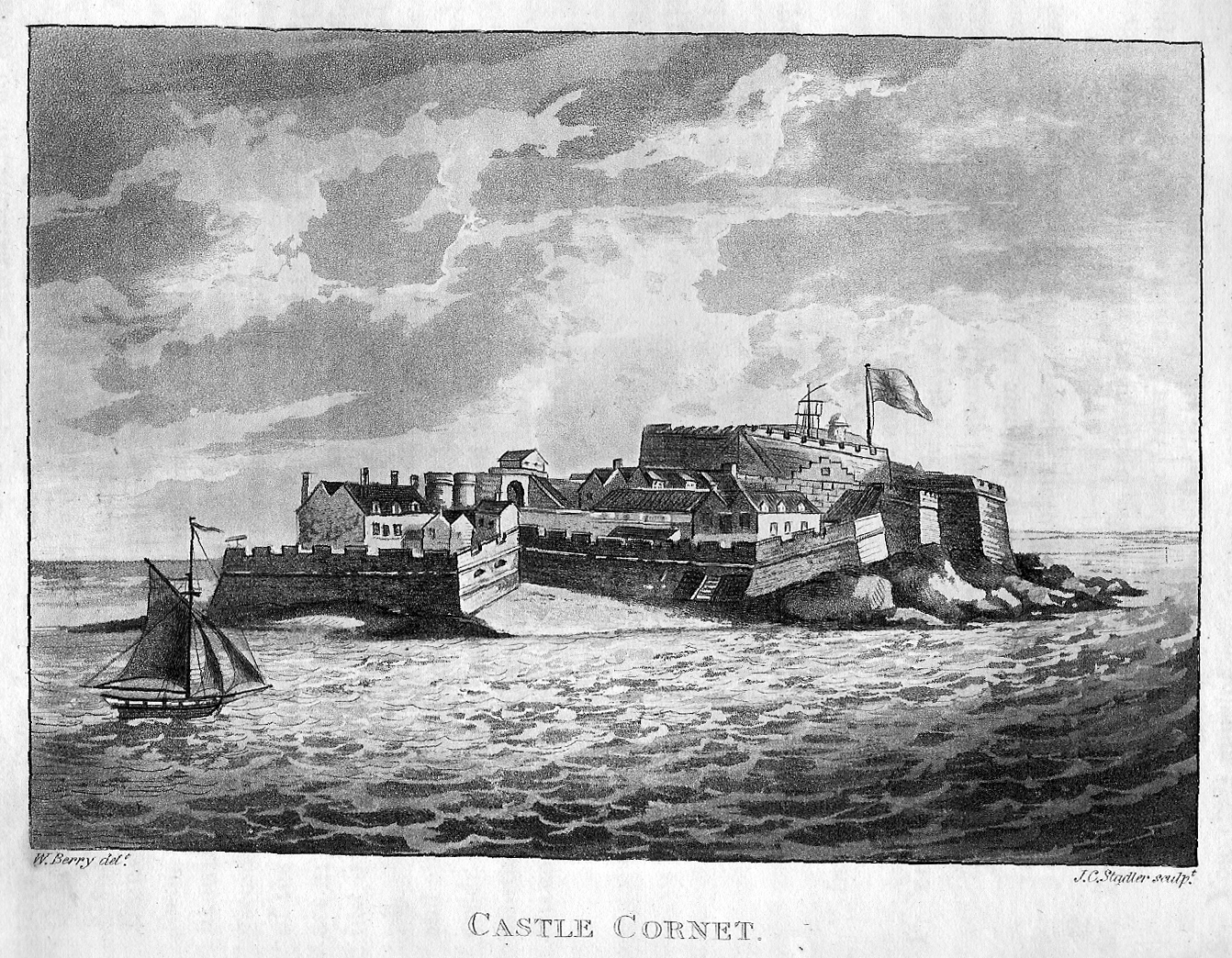
Un'antica stampa di Castle Cornet c. 1814.
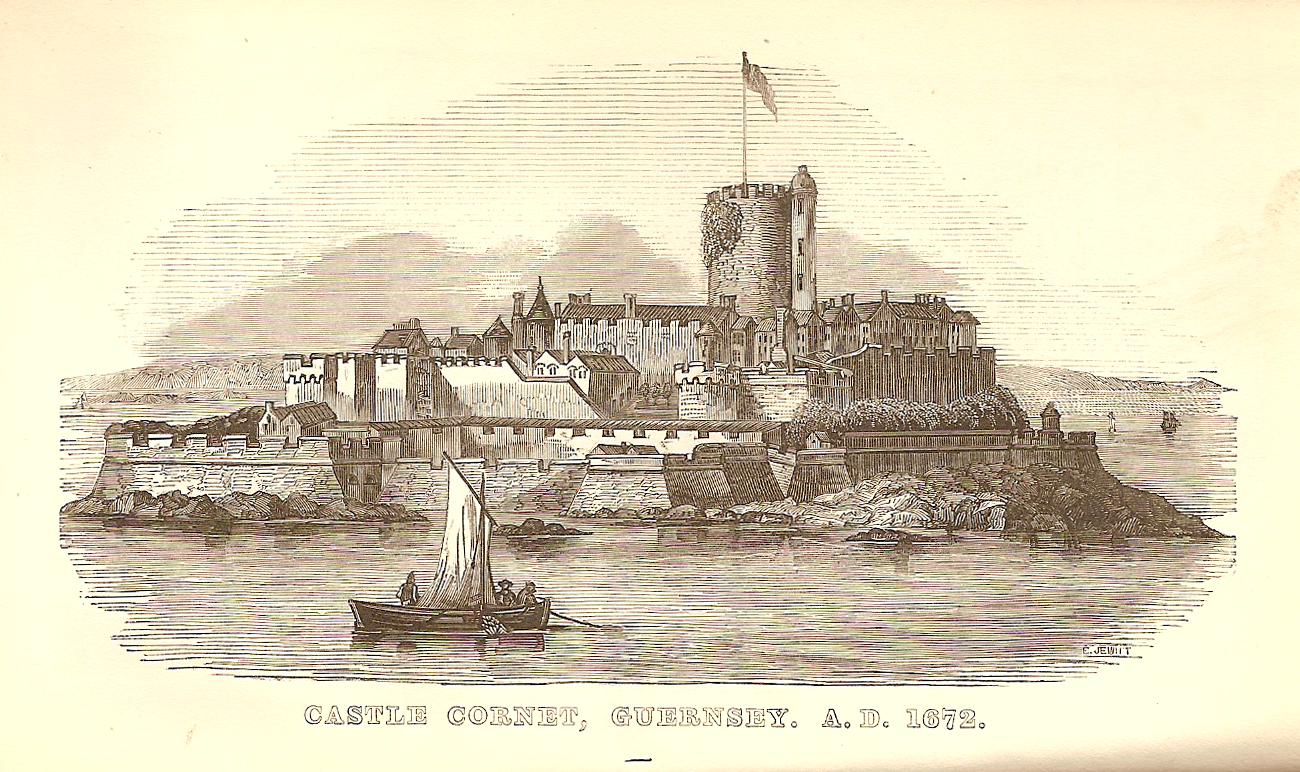
Un'incisione del 1672 di Castle Cornet che mostra il mastio che fu distrutto da un'esplosione nello stesso anno.